# 口公館
口公館，是臺灣苗栗縣竹南鎮的一個傳統地域名稱，位於該鎮北部。相較於今日行政區，其範圍大致為公義里東南大半部。

## 歷史
台灣清治末期至日治初期，口公館地區為一街庄，稱為「口公館庄」，隸屬於竹南一堡。該庄北及東北隔鹽港溪與鹽水港庄為界，東與南隘庄為鄰，南邊及西南邊為大埔庄，西邊為崎頂庄。
1901年（日治明治三十四年）11月，全台廢縣廳改設二十廳，該庄隸屬於新竹廳。1909年（明治四十二年）10月，合併二十廳為十二廳，該庄隸屬不變。1920年（大正九年），廢十二廳改設五州二廳，該庄改制為「口公館」大字，隸屬於新竹州竹南郡竹南庄。1940年，竹南庄升格為竹南街。
戰後竹南街改制為竹南鎮，隸屬於新竹縣，大字亦改制為里。1950年桃、竹、苗分治，竹南鎮改隸屬於苗栗縣。

## 聚落
本地區發展較早的聚落有口公館、蓬萊坑、大坪等，在日治期初期的官方地圖上已有記載。此外，本地區尚有鳳梨坑、深湖、糞箕湖、十分溝等聚落。

## 交通
國道3號又稱「福爾摩沙高速公路」，是台灣西部第二條縱向高速公路，大致以東北—西南走向轉北北東—南南西走向蜿蜒經過本地區北部及西部，於本地區北部省道台13線交會處及邊界外側省道台1線交會處共同設有香山交流道，由此可快速連絡台灣西部國道3號沿線各地。
省道台13線（公義路）是香山內湖至豐原的幹道，大致以縱向蜿蜒貫穿本地區。由該道路向北可前往香山內湖並止於省道台1線路口；向南轉西南再轉南可前往竹南市區、造橋赤崎仔、頭屋、苗栗、銅鑼等地。
鄉道苗3線（正覺路）是口公館至山佳的道路，其北側端點位於本地區西北部近邊界處的省道台13線路口。由此向西南沿本地區西部邊界而行，離開邊界後可前往崎腳、相思林，穿越國道3號高架橋下後可前往山佳並止於鄉道苗3-1線路口。
鄉道苗4線（正義路）是大碑至南隘口的道路，其西側端點位於本地區中部偏北的省道台13線路口。由此向東南東轉南再轉東蜿蜒而行並止於苗栗縣、新竹市邊界處。續行轉東北東可止於省道台1線路口。
鄉道苗1線（南港街）是誠仁橋至照南里的道路，其北側端點位於本地區最北端照南橋側的省道台13線路口。由此向西旋即出境，可前往南港、崎頂、青草、照南並止於照南國小前民安路路口。

## 產業
- 廣源科技園區
- 台元紡織廠